# Onthophagus fletcheri
Onthophagus fletcheri är en skalbaggsart som beskrevs av Blackburn 1903. Onthophagus fletcheri ingår i släktet Onthophagus och familjen bladhorningar. Inga underarter finns listade i Catalogue of Life.